# Pholcus edentatus
Pholcus edentatus là một loài nhện trong họ Pholcidae. Loài này được phát hiện ở quần đảo Canaria.